# Schneppendorf
Schneppendorf ist seit dem 1. Oktober 1996 ein Ortsteil von Zwickau, das seit 2008 Kreisstadt des Landkreises Zwickau im Freistaat Sachsen ist.
Gemeinsam mit dem östlichen Nachbarort Jüdenhain, der nach der Eingemeindung am 1. April 1938 in Schneppendorf aufgegangen ist, wurde Schneppendorf am 1. Januar 1994 nach Crossen und mit diesem am 1. Oktober 1996 nach Zwickau eingemeindet. Schneppendorf liegt im Stadtbezirk Zwickau-Nord und trägt die amtliche Nummer 38.

## Geografische Lage

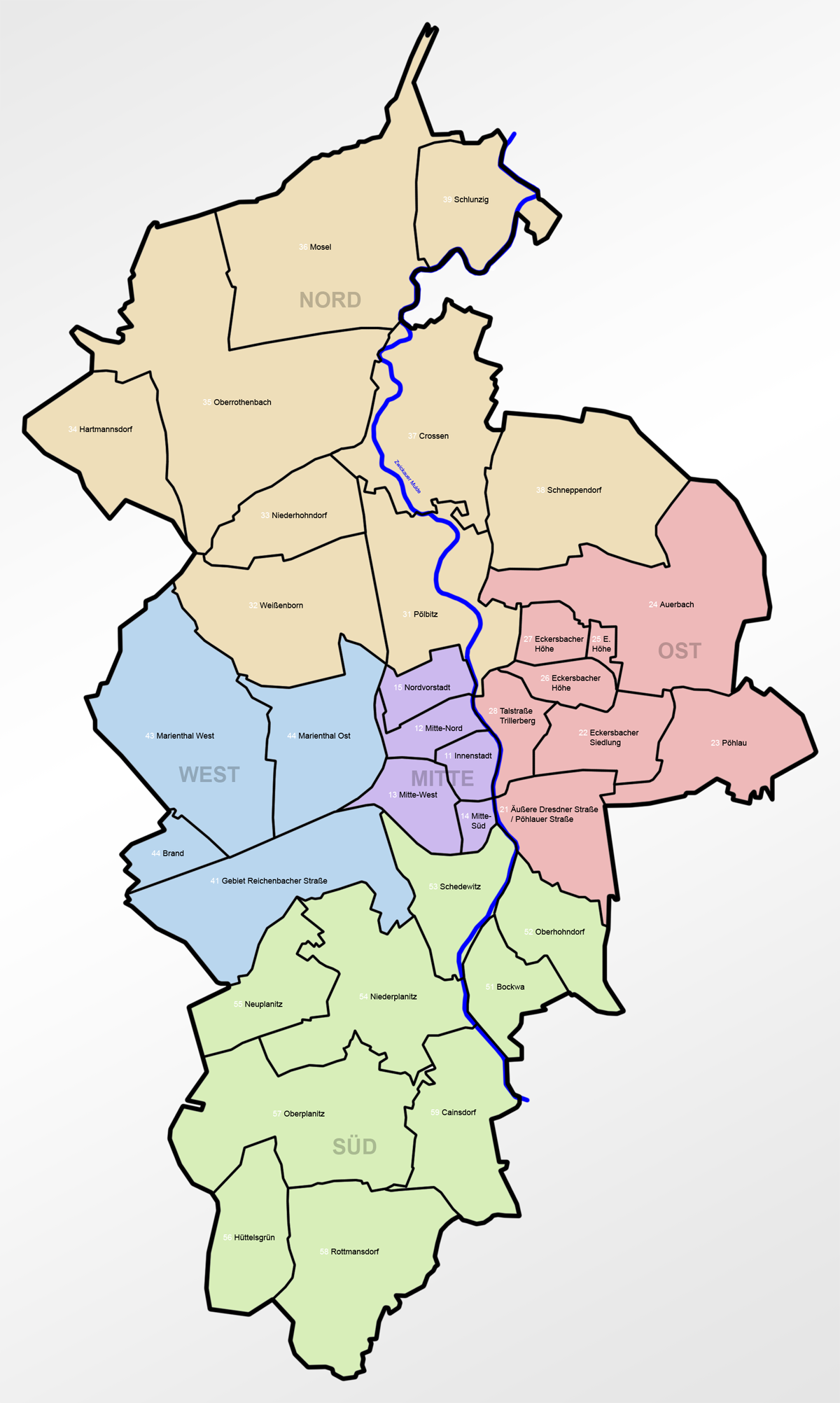
Stadtbezirke und Stadtteile von Zwickau

Schneppendorf liegt im Nordosten der Kernstadt Zwickau, östlich der B93. Der heute nahtlos in Schneppendorf übergehende Ortsteil Jüdenhain bildet den östlichen Teil von Schneppendorf. Im Westen des Orts liegt der Zwickauer Stadtteil Crossen, im Norden und Osten die Ortsteile der Gemeinde Mülsen, im Süden die Zwickauer Stadtteile Auerbach und Eckersbach.

## Geschichte
Der heutige Zwickauer Stadtteil Schneppendorf entstand aus den beiden einst selbstständigen Waldhufendörfern Schneppendorf und Jüdenhain. Sie wurden im 14. Jahrhundert von Bauern aus dem fränkisch-thüringischen Raum gegründet.
Schneppendorf wurde erstmals im Jahr 1379 in einer Urkunde der Schönburgischen Herrschaften als „Snepphenberg“ erwähnt. Später sind die Ortsnamen „Schnepfendorf“ (um 1460) und „Schneppendorf“ (um 1554) belegt. Etwa zu gleicher Zeit wie Schneppendorf entstand Jüdenhain. Dessen erste Namensform „Judithenhain“ stammt wahrscheinlich von der urkundlich belegten Schenkung eines Herren von Schönburg an die mit ihm verwandte Gräfin Juditha.
Jüdenhain stand bis ins 19. Jahrhundert unter der Verwaltung der Schönburgischen Herrschaften. War der Ort zunächst ein Vasallengericht, gehörte er ab dem 19. Jahrhundert zur schönburgischen Herrschaft Glauchau. Die Grundherrschaft über Jüdenhain lag anteilig bei den Rittergütern Ober- und Niedermosel, von denen das erste wie Jüdenhain schönburgisch war, das andere aber zum sächsischen Amt Zwickau gehörte. Kirchlich war Jüdenhain immer nach Thurm gepfarrt.
Die Schneppendorfer Lehen und Zinsen gehörten um 1553 dem Rat der Stadt Zwickau. Um 1590 war der Ort Amtsdorf, das bis 1856 zum kursächsischen bzw. königlich-sächsischen Amt Zwickau gehörte. Kirchlich war Schneppendorf bis 1529 ebenfalls in das schönburgische Thurm gepfarrt, danach gehörte der Ort kirchlich zu Crossen im sächsischen Amt Zwickau.
Ursprünglich wurden Schmiedearbeiten der Dörfer Jüdenhain und Schneppendorf in der 1399 gegründeten Dorfschmiede von Crossen im sächsisch-meißnischen Gebiet ausgeführt. Nachdem Wilhelm Markgraf von Meißen um das Jahr 1421 in seinem Gebiet die Ansiedlung von Handwerkern bei strenger Strafe verbot, erteilte die schönburgische Herrschaft um 1501 die erste Handwerksgenehmigung. Somit entstand im schönburgischen Jüdenhain die „Hammermühle“. Um 1598 entstand die zweite Mahlmühle am heutigen Standort der Feuerwehr. Die erste Jüdenhainer Dorfschmiede ging 1621 in Betrieb. Lange Zeit war der durch Jüdenhain führende „Marktsteig“ der einzige Handelsweg zwischen Zwickau und dem schönburgischen Mülsengrund. Im Laufe der Zeit siedelten sich so im Ort Häusler, Strumpfwirker, Ziegelbrenner oder Leineweber nieder. Dadurch entstanden neben Mühlen, Schmieden, Bäckereien, Fleischereien und Gastwirtschaften auch kleinere Textilunternehmen, Ziegeleien oder Baugewerke.
Im Jahr 1856 kam Schneppendorf zum Gerichtsamt Zwickau und 1875 zur Amtshauptmannschaft Zwickau. Nachdem auch auf dem Gebiet der Rezessherrschaften Schönburg im Jahr 1878 eine Verwaltungsreform durchgeführt wurde, kam auch Jüdenhain zur Amtshauptmannschaft Zwickau. Jüdenhain war seit jeher der größere der beiden Orte. Während Jüdenhain im Jahr 1806 eine Einwohnerzahl von 221 Personen aufwies, lebten um die Wende zum 20. Jahrhundert 599 Menschen und Anfang der 1920er Jahre bereits 611 Menschen im Ort. Schneppendorf hatte dagegen im Jahr 1806 eine Zahl von 98, um 1900 von 149 und um 1920 von 171 Einwohnern.
Obwohl Jüdenhain deutlich mehr Einwohner als Schneppendorf hatte, erfolgte am 1. April 1938 die Eingemeindung von Jüdenhain nach Schneppendorf, wodurch sich der Name Schneppendorf auch auf den nunmehrigen Gemeindeteil Jüdenhain übertrug. 1952 wurde Schneppendorf dem Kreis Zwickau-Land im Bezirk Chemnitz (1953 in Bezirk Karl-Marx-Stadt umbenannt) zugeordnet. Seit 1990 gehörte Schneppendorf zum sächsischen Landkreis Zwickau, der 1994 im Landkreis Zwickauer Land aufging. Nachdem Schneppendorf im Jahr 1992 eine Verwaltungsgemeinschaft mit Crossen eingegangen war, erfolgte am 1. Januar 1994 die Eingemeindung nach Crossen. Am 1. Oktober 1996 verlor die Gemeinde Crossen ihre Selbstständigkeit und wurde nach Zwickau eingemeindet. Damit wurde auch Schneppendorf ein Stadtteil Zwickaus. Heute gehört Schneppendorf zum „Stadtbezirk Nord“ und hat die amtliche Nummer 38. Gemeinsam mit dem Stadtteil Crossen bildet Schneppendorf seit der Eingemeindung die gemeinsame Ortschaft Crossen im Sinne der §§ 65 bis 69 der Sächsischen Gemeindeordnung mit einem Ortschaftsrat.
Im Jahr 2008 plante die „Sandwerke Biesern GmbH“, nördlich und südlich von Schneppendorf zwei Kiestagebaue zu eröffnen. Dagegen bildete sich die Bürgerinitiative „Zwickau-Schneppendorf Pro Natur“. Der daraufhin 2012 durch das Sächsische Oberbergamt in Freiberg erfolgte Entzug der Bergrechte für den geplanten Kiesabbau wurde im Berufungsverfahren durch das Oberverwaltungsgericht Bautzen am 30. Mai 2018 rückgängig gemacht, wodurch die Sandwerke Biesern die Möglichkeit haben, einen Betriebsplan vorzulegen. Ebenfalls 2012 plante die Stadt Zwickau, am Rand von Schneppendorf ein Industriegebiet zu errichten, was jedoch im Jahr 2013 wieder aufgegeben wurde.

### Bevölkerungsentwicklung
| Datum             | Einwohnerzahl |
| ----------------- | ------------- |
| 31. Dezember 1998 | 504           |
| 31. Dezember 1999 | 512           |
| 31. Dezember 2000 | 512           |
| 31. Dezember 2001 | 526           |
| 31. Dezember 2002 | 562           |
| 31. Dezember 2003 | 573           |
| 31. Dezember 2004 | 579           |
| 31. Dezember 2005 | 589           |
| 30. Juni 2006     | 586           |

| Jahr | Einwohnerzahl (Prognose) |
| ---- | ------------------------ |
| 2010 | 600                      |
| 2015 | 570                      |
| 2020 | 550                      |

Quelle: Städtebauliches Entwicklungskonzept der Stadt Zwickau 2020 (Stand: Dezember 2006) sowie Statistische Informationen der Stadt Zwickau 2006/1.